# Demi Werther
Demi Werther (Groningen, 21 augustus 2005) is een voetbalspeelster uit Nederland. Ze speelt als aanvaller voor sc Heerenveen.

## Carrière
Werther begon haar carrière bij Be Quick 1887. Voor de Groningse amateurclub kwam Werther uit van 2018 tot 2022.
In 2022 maakte Werther de overstap naar sc Heerenveen.
Op 2 oktober 2022 maakte Werther haar debuut voor sc Heerenveen in de Vrouwen Eredivisie in een met 7-0 verloren uitwedstrijd tegen Ajax. Werther mocht deze wedstrijd in de 66ste minuut invallen voor Dewi Snippe.
Op 11 mei 2024 maakte Werther in een uitwedstrijd tegen AZ haar eerste doelpunt in de Vrouwen Eredivisie. Ze maakte de winnende treffer in de extra tijd. Werther verlengde op 7 juni 2024 haar verbintenis met een jaar. sc Heerenveen maakte op 12 mei 2025 bekend dat het aflopende contract van Werther niet zal worden verlengd, waarna ze na het seizoen 2024/25 de Friese club zal verlaten.

## Statistieken
| Seizoen | Club          | Competitie         | Competitie | Competitie | Beker | Beker | Overig | Overig | Totaal | Totaal |
| Seizoen | Club          | Competitie         | Wed.       | Dlp.       | Wed.  | Dlp.  | Wed.   | Dlp.   | Wed.   | Dlp.   |
| ------- | ------------- | ------------------ | ---------- | ---------- | ----- | ----- | ------ | ------ | ------ | ------ |
| 2022/23 | sc Heerenveen | Vrouwen Eredivisie | 8          | 0          | 2     | 0     | 0      | 0      | 10     | 0      |
| 2023/24 | sc Heerenveen | Vrouwen Eredivisie | 20         | 1          | 2     | 0     | 0      | 0      | 22     | 1      |
| 2024/25 | sc Heerenveen | Vrouwen Eredivisie | 7          | 0          | 1     | 0     | 0      | 0      | 8      | 0      |
| Totaal  | Totaal        | Totaal             | 35         | 1          | 5     | 0     | 0      | 0      | 40     | 1      |

Laatste update: 13 mei 2025

## Interlandcarrière
Demi Werther is jeugdinternational van Nederland onder 17. Hiervoor maakte ze haar debuut tegen de leeftijdsgenoten van Montenegro